# Marian Mina
Marian Mina (n. 4 iunie 1977, Giurgiu, Ilfov, România) este un deputat român, ales în 2020 din partea PSD. 